# VisualBoyAdvance
VisualBoyAdvance (también abreviado como VBA) es un emulador libre distribuido bajo los términos de la GNU General Public License. Este programa emula software creado para la Game Boy, Super Game Boy, Game Boy Color y Game Boy Advance; todas ellas consolas portátiles creadas por Nintendo. Desde 2006, VisualBoyAdvance es uno de los emuladores más populares para Windows, aunque también es compatible con multitud de sistemas operativos como Linux, BSD, MAC OS X o BeOS. También ha sido portado para la consola Wii.
Además de la versión opcional que usa DirectX en Windows, también existe una versión multiplataforma que utiliza la biblioteca gráfica SDL y que por lo tanto es válida para los sistemas anteriores.

## Historia
El proyecto de VisualBoyAdvance fue iniciado por Forgotten (pseudónimo). Cuando él abandonó el desarrollo del emulador, el proyecto fue entregado al VBA Team dirigido por el hermano de Forgotten, quien se hace llamar kxu. El desarrollo oficial de VisualBoyAdvance terminó en 2004 con la versión 1.8.0 beta 3 y varios desarrolladores han realizado versiones alternativas bifurcadas en los años posteriores, como VisualBoyAdvance-M.

## VisualBoyAdvance-M
VisualBoyAdvance-M (abreviado como VBA-M) es una bifurcación de VisualBoyAdvance mejorada. Le añade varias características y una base de datos actualizada. Tras finalizar el desarrollo de VisualBoyAdvance en 2004, nacieron varias bifurcaciones, como VBALink, que permitían emular la conexión por Cable Link de dos consolas Game Boy. Finalmente nació VBA-M, origen de la combinación de las mejores versiones bifurcadas en una. La "M" del nombre significa "Merge", la palabra "combinación" en inglés.[cita requerida]

## Características
A continuación figuran las características de la versión más reciente de VisualBoyAdvance:
- Compatibilidad con ROMs de Game Boy, Game Boy Color y Game Boy Advance.
- Capacidad de importar y exportar partidas guardadas en otros emuladores.
- Capacidad de guardar el estado de la partida en cualquier punto.
- Compatibilidad con joystick.
- Compatibilidad con la paleta de colores de Super Game Boy y Super Game Boy 2.
- Compatibilidad con Game Boy Printer.
- Parche IPS en tiempo real (utilizado para jugar traducciones no oficiales)
- Herramientas de edición y depuración, con registros, visores y editores.
  - La versión SDL incluye además un depurador de GBA.
- Compatibilidad con el botón de turbo.
- Tecla de aceleración de velocidad.
- Modo pantalla completa.
- Puedes sacar capturas de pantalla.
- Compatibilidad total con códigos GameShark para y Code Breaker (solo en Windows).
- Grabación de audio (WAV) y vídeo (AVI).
  - También se puede grabar en otros formatos compatibles con VBA o sus versiones bifurcadas.
- Filtros gráficos para mejorar la visualización: 2xSaI, Super 2xSaI, Super Eagle, AdvanceMAME, Pixelate y Motion blur.
- Compatibilidad con apariencias.

Además, VisualBoyAdvance-M añade lo siguiente:
- Filtros de píxeles HQ3x/4x.
- Conexión por Cable Link a través de LAN o Internet.